# Uwe Mehlmann
Uwe Mehlmann, geboren im 20. Jahrhundert, ist ein ehemaliger deutscher Behindertensportler.

## Werdegang
Uwe Mehlmann stammt aus Castrop-Rauxel. Er hat eine Sehbehinderung und besuchte zur Berufsausbildung zum Fachinformatiker die Blindenstudienanstalt in Marburg. Dort begann er auch mit der schuleigenen Sportgruppe Leistungssport (Leichtathletik) zu betreiben. Auch nach der Ausbildung in Marburg setzte er seine sportlichen Übungen so erfolgreich fort, dass er Mitglied der Deutschen Behindertennationalmannschaft wurde, bei der er sowohl in den Laufwettbewerben als auch im Weitsprung eingesetzt wurde. Er wurde Mitglied der Deutschen Paralympischen Mannschaft, mit der er an den Paralympischen Sommerspielen 1988 und 1992 und an den Behindertensport-Weltmeisterschaften 1990 und 1994 teilnahm. Uwe Mehlmann der insgesamt 3 Medaillen gewann, startete in der Gruppe B3 sowohl über 100 als auch über 200 Meter und im Weitsprung. Dabei wurde er Olympiasieger über 200 Meter, errang eine Silbermedaille über 100 Meter und wurde im Weitsprung Dritter.
Uwe Mehlmann war aber bereits vorher sehr erfolgreich: 1988 hatte er an den Paralympischen Sommerspielen in Seoul teilgenommen und über 100 Meter die Silbermedaille gewonnen. Seine nächsten Erfolge erzielte er bei den Behinderten-Weltmeisterschaften 1990 in Assen in den Niederlanden. Hier gewann er sowohl über 100 als auch über 200 Meter je eine Goldmedaille. Auch bei den Weltmeisterschaften 1994 war er mit der Deutschen Behindertensportmannschaft dabei und gewann über 200 Meter eine Goldmedaille und 100 Meter eine Bronzemedaille.
Für den Medaillengewinn bei den Paralympischen Spielen 1992 wurde er am 23. Juni 1993 von Bundespräsident Richard von Weizsäcker mit dem Silbernen Lorbeerblatt ausgezeichnet.